# Alice Gruner
Pour les articles homonymes, voir Gruner.
Alice Gruner (1846-1929) est une conférencière et assistante sociale britannique d'origine estonienne, et l'une des principales fondatrices du Women's University Settlement de Southwark (aujourd'hui Blackfriars Settlement) à Londres.

## Biographie
Alice Gruner naît en Estonie, alors sous domination russe, en 1846. Elle est éduquée à Dorpat, puis quitte la maison familiale à l'âge de 18 ans pour enseigner. Elle émigre en Angleterre avec sa sœur cadette, Joan. Elle est naturalisée britannique en 1896.
Entre 1883 et 1886, elle étudie au Newnham College de Cambridge. Gruner encadre Constance Jones pour les examens d'entrée au Girton College, sur la recommandation d'Emily Davies. Joan Gruner, la sœur d'Alice, est étudiante à Girton de 1874 à 1877, ainsi qu'au Trinity College de Dublin, et est directrice d'école.
En 1887, Gruner est l'une des fondatrices de la Women's University Settlement de Southwark. Aux côtés de Gruner et d'autres diplômés de l'Université de Cambridge, le comité initial comprend l'éducatrice Helen Gladstone et la réformatrice sociale Octavia Hill. Suivant l'exemple du Settlement movement, leur objectif est de « promouvoir le bien-être des quartiers les plus pauvres de Londres, plus particulièrement celui des femmes et des enfants, en concevant et en faisant progresser des projets qui tendent à les élever et en leur donnant des opportunités supplémentaires. dans l'éducation et les loisirs".
Pendant vingt ans, Gruner est secrétaire de l'Association of University Teachers (en), fondée pour protéger les intérêts et améliorer la situation des enseignantes au niveau universitaire,. Ici, « son expérience et son dévouement infatigable au travail font d'elle une conseillère très précieuse tant pour ceux qui proposent que pour ceux qui cherchent des postes éducatifs ». Sa nécrologie dans le Times remarque que, dans ce poste, « elle a contribué à élever le statut des enseignantes et le niveau de l'éducation dans les écoles ». Elle milite également pour la cause du droit de vote des femmes.
Alice Gruner meurt le 29 décembre 1929.